# Java元数据接口
Java元数据接口（Java Metadata Interface，简称JMI），用来管理元数据。

## 简介
JMI规范试图实现一个动态，平台独立的底层构造，以管理元数据的创建、存储、访问、查找和交换。JMI是基于对象管理组织（OMG ）的元对象机制（MOF）规范，一个行业认可的元数据管理标准。MOF规范由一套UML描述的基本建模模块组成。任何类型的元数据模型（称作元模型）都可从这些基本构建模块中产生。JMI给这些建模组件定义标准的Java接口，从而能使平台独立查找和获取元数据。JMI可以发现，查询，访问和操纵数据，无论是在设计时还是在运行时。任何模型系统的语义都完全可以被发现和操纵。JMI还提供了元模型和使用XMI规范实现的元数据交换。 

## 例子
有很多JMI实现，从Unisys公司的参照实现到Sun的开源实现NetBeans，以及许多其他公司的实现。

## 参照
- JMI规范 （页面存档备份，存于）